# Competenza territoriale
Con competenza territoriale si indica la sfera territoriale su cui un dato ente o soggetto può esercitare forme di sovranità variabili a seconda del contesto. In via generale, corrisponde in via generale al territorio sul quale ciascuno Stato è padrone di esercitare la propria sovranità nazionale, e allo stesso modo per gli enti locali ed enti territoriali.

## Nel mondo

### Italia
In Italia dal punto di vista giuridico dagli artt. 18-30 del codice di procedura civile italiano, e definisce quale tribunale sia competente ad indire il processo, ovvero in quale territorio, appunto, esso debba avere luogo, mentre quella penale è generalmente è determinata dal luogo in cui il reato sia stato consumato. Quella amministrativa riguarda invece il territorio degli enti locali italiani, come nel caso degli enti territoriali.